# Roberta Lajous
Roberta Lajous Vargas (Ciudad de México, 6 de febrero de 1954) es una diplomática mexicana. Ha sido embajadora de México en Bolivia, Cuba y ante el Reino de España y el Principado de Andorra en España, convirtiéndose en la primera mujer que ocupa ese puesto. En España se desempeñó también como representante permanente de México ante la Organización Mundial del Turismo de las Naciones Unidas.

## Biografía

### Vida académica
Es licenciada en Relaciones Internacionales por El Colegio de México. Concluyó la licenciatura en 1975 y al siguiente año cursó una Maestría en Estudios Latinoamericanos de la Universidad de Stanford en California, Estados Unidos. En esta misma Universidad hizo estudios de Doctorado en Ciencias Políticas. Es experta en análisis de la región norteamericana y de la región de Europa central. Fue investigadora asociada a la Presidencia de El Colegio de México
Fue profesora en El Colegio de México del curso de verano Relaciones México-Estados Unidos durante 1986 y Política Exterior de México, en 1991. Ha fungido como investigadora de la Universidad Nacional Autónoma de México y en el Centro de Investigaciones sobre América del Norte.
En la política interna del Estado mexicano, también se ha desarrollado activamente como miembro del Comité Ejecutivo Nacional y Consejera Política Nacional del Partido Revolucionario Institucional.

### Carrera diplomática
Su carrera diplomática comienza en 1980, fecha en la que ingresa al Servicio Exterior Mexicano. Siendo años después, en 1995, cuando obtuvo el grado de embajadora
En la Secretaría de Relaciones Exteriores se ha desempeñado como Subdirectora de Organismos Regionales, Subdirectora de Relaciones Económicas Multilaterales, directora general para América del Norte, directora general para Europa. En 1999 fue designada Coordinadora General del Instituto Matías Romero y Presidenta de la Comisión de Ingreso al Servicio Exterior. En el exterior ha fungido como Embajadora de México en Austria, concurrente en Eslovenia, Eslovaquia y Croacia y representante Permanente ante la Organización de las Naciones Unidas con sede en Viena, el Organismo Internacional de Energía Atómica, la Organización de las Naciones Unidas para el Desarrollo Industrial y la Comisión Preparatoria de la Organización del Tratado de Prohibición Completa de los Ensayos Nucleares. De igual forma, en 2000 fue designada Representante Permanente Alterna ante la Organización de las Naciones con sede en Nueva York, donde fue responsable de coordinar la participación de México en el Consejo de Seguridad. 
Finalmente, en 2013, fue designada como Embajadora de México en España, concurrente en Andorra, cargo que ocupó hasta 2020, durante las administraciones de Enrique Peña Nieto y Andrés Manuel López Obrador.
Durante su labor como Embajadora de México en España ha trabajado de la mano con la alcaldesa de Madrid, Manuela Carmena y el director general del Fondo de Cultura Económica, José Carreño Carlón, ha impulsado la creación de La Casa de México en España. Un espacio para continuar el fortalecimiento de los fuertes lazos comerciales y los prósperos negocios que se han logrado construir en todos los rubros. A la par, será un escaparate fantástico para que se lleve lo mejor del país frente a una cultura con la que se tiene una estrecha relación e historia en común. La casa de México se inauguró el 1° de octubre de 2018, en Madrid

### Condecoraciones
- En 1999 recibió la “Gran Insignia de Oro en Cordón por Méritos a la República de Austria” conferida por el gobierno austriaco.[10]
- En 2010 recibió la “Orden del Cóndor de los Andes” del gobierno del Estado Plurinacional de Bolivia.[11]
- En 2014 recibió la “Gran Cruz de Isabel La Católica” del Reino de España[12]

### Fundaciones
Lajous fungió como Miembro fundador de la Fundación Luis Donaldo Colosio. Es consejera del Fideicomiso Pro Bosque de Chapultepec desde 2005. Fue presidenta del capítulo México de la organización no gubernamental International Women's Forum en el periodo 2012-2014

### Participaciones destacadas en el ámbito internacional
- Fue vicepresidenta de la Asamblea del Instituto de Relaciones Europeo-Latinoamericanas, Madrid, España en el periodo 1999-2000.
- Presidenta de la Reunión Intergubernamental que elaboró el Plan de Acción para la Reducción de la Demanda de Drogas de la ONU, Viena, 1999.
- Presidenta de la 42a. Conferencia General del Organismo Internacional de Energía Atómica, Viena en 1998.
- Presidenta de la Reunión Intergubernamental que elaboró la Declaración de Principios Rectores para la Reducción de la Demanda de Drogas de la ONU, Viena, 1997.
- Asesora del Secretario General de la ONU, Boutros Boutros-Ghali, para preparar la Cuarta Conferencia Internacional de la Mujer que tuvo lugar en Pekín, China en 1995[16]

### Publicaciones destacadas
- “Historia de las relaciones exteriores de México 1821-2000”. México, El Colegio de México, 2012.
- “La política exterior del porfiriato” (1876-1911)”, Colección México y el mundo, Historia de sus relaciones exteriores, México, El Colegio de México, 2010.

### Artículos académicos
- “40 años de relaciones diplomáticas entre México y España” en Tendencias 2017, AG FITEL, Madrid, 2017.
- “El mejor momento” Foreign Affairs Latinoamérica, ITAM-México, volumen 14, número 4, octubre-diciembre 2014.
- “Visión internacional” publicado en “COLOSIO, El futuro que no fue”, Alfonso Durazo coordinador, México, ediciones proceso, 2014.
- “Grandes ligas: México en el G8” VALOR corporativo, BANAMEX Citi, Año 3, Número 17, julio-agosto de 2013.
- “La reforma migratoria” VALOR corporativo, BANAMEX Citi, Año 3, Número 16, mayo-junio de 2013.
- “Política exterior: pasado y presente” VALOR corporativo, BANAMEX Citi, Año 3, Número 15, marzo-abril, 2013.
- “¿Una historia mínima de las relaciones exteriores de México?” Foreign Policy (Edición mexicana), Vol. 2, Num. 7, enero de 2013.
- “El vecino elefante”, NEXOS, México D.F. Año 35. Vol.XXXIV. Num. 419. Noviembre de 2012.
- “Matías Romero, diplomático”. Colección “Mexicanos que pensaron en México”. México, Fundación Colosio, 2012.
- “Mis años en El Colegio de México” publicado en “El Centro de Estudios Internacionales de El Colegio de México: 50 años de investigación y docencia” coordinadores Gustavo Vega y Humberto Garza. México, El Colegio de México, 2012.
- “Una agenda internacional de consenso”. México, Plataforma 03, Fundación Colosio, 2011.
- “Logros de la política exterior de México: 1917-2000” publicado en “Revolución e instituciones”, coordinadora Beatriz Pagés Rebollar. México, Editorial Cruzada, 2010.
- “¿Es buena idea participar en el Consejo de Seguridad?”, NEXOS, México D.F. Año 29. Vol. XXIX. Num. 349. Enero de 2007.
- “La reforma en Cuba tendrá que ser gradual”. Este País. México D.F. Núm. 188. Noviembre 2006.
- “Mexico and the UN Security Council”. Voices of Mexico, UNAM, Mexico D.F. Num.77. Oct-Dec 2006.
- “Revolución educativa en Cuba”, Gaceta de Excelencia Educativa, México D.F.,Num.26, 2003.
- “What kind of United Nations do we want?”, Voices of Mexico. UNAM, México D.F., Num.25. Oct-Dec 1993.
- “Mexico´s Diplomatic Asylum Policy”. Voices of Mexico. UNAM. Mexico D.F. Num 54. Jan-Mar. 2001.
- “Los retos de la política exterior de México en el siglo XXI” (compiladora). México, Instituto Matías Romero, 2000.
- "La ONU y el narcotráfico", NEXOS, México, D.F., Año 21. Vol.XXI. Núm.246. Junio de 1998.
- "Luis Donaldo Colosio en Viena", Zeitschrift für Lateinamerika, Wien, Nr. 50, 1996.
- "El futuro de Europa", Revista Mexicana de Política Exterior, Instituto Matías Romero de Estudios Diplomáticos, México, número 49, invierno 1995-1996.
- "Profile of Mexican Presidential Candidate Ernesto Zedillo" North/South, University of Miami, July/August 1994, Vol. 4 N.º 1.
- "Las Relaciones México-Estados Unidos, el Futuro Inmediato", en Democracia en Transición, Instituto de Investigaciones Legislativas, México 1994.
- "México y Canadá. Los puntos de encuentro en los noventa", Canadá en Transición, (Teresa Gutiérrez H. y Mónica Verea C. Coordinadoras). México, Universidad Nacional Autónoma de México, 1994.
- "Las Relaciones con América del Norte", en Política y sociedad en la perspectiva Internacional, Comisión de Asuntos Internacionales, PRI, México 1993.
- "Mexican Politics in Transition", Beyond the Free Trade Debate: Labor's Future in California and Mexico (editado por Darryl Holter). Los Angeles, Center for Labor Research and Education, UCLA, 1993.
- "¿Qué puede esperar México en la década de los noventa?", en Relaciones exteriores de México en la década de los noventa (compilado por Riordan Roett). México, siglo XXI Editores, 1991.
- "Mexico's European Policy Agenda: Perspectives on the Past, Proposals for the Future", en Mexico's External Relations in 1990s (compilado por Riordan Roett). Boulder and London, Lynne Reinner Publishers, 1991.
- "Beneficios recíprocos para México y Europa con la integración de la Comunidad", Excélsior (Ideas), 4 de diciembre de 1990.
- "Perspectivas de las relaciones de América Latina y el Caribe", en Democracia y recuperación económica en América Latina. México, El Día Libros, 1990.
- "Las relaciones de México con Europa Occidental: 1982-1988", Foro Internacional, volumen XXX, enero-marzo, 1990, N.º 3, México, El Colegio de México.
- "La agenda bilateral entre México y Estados Unidos" en Anuario, Relaciones México-Estados Unidos 1984, México, El Colegio de México, 1985.
- "El decenio de las Naciones Unidas para la mujer y la política de población", en Estudios sobre la mujer. México, Secretaría de Programación y Presupuesto, Coordinación General de los Servicios Nacionales de Estadística, Geografía e Informática, 1982.
- "Notas sobre la importancia del estudio de Estados Unidos", en Nuestra América, UNAM, Año II, N.º 6, septiembre-diciembre, 1982.
- "Los chicanos y la educación bilingüe", en Revista Mexicana de Ciencias Políticas y Sociales, UNAM, volumen 27, N.º 104-105, abril-septiembre, 1981.